# Zacapa megye
Zacapa Guatemala egyik megyéje. Az ország keleti részén terül el. Székhelye Zacapa.

## Földrajz
Az ország keleti részén elterülő megye északon Alta Verapaz és Izabal megyével, keleten egy rövid szakaszon Hondurasszal, délen Chiquimula, délnyugaton Jalapa, nyugaton pedig El Progreso megyével határos.

## Népesség
Ahogy egész Guatemalában, a népesség növekedése Zacapa megyében is gyors. A változásokat szemlélteti az alábbi táblázat:
| Év             | Lakosság |
| -------------- | -------- |
| 1981           | 115 712  |
| 1994           | 157 008  |
| 2002           | 200 167  |
| 2014 (becsült) | 232 667  |

### Nyelvek
A megyében csak igen kevesen beszélnek indián nyelveket: 2011-ben a lakosság 0,1%-a beszélte a mam, 0,2%-a a kicse és 0,1%-a a kekcsi nyelvet.

## Képek

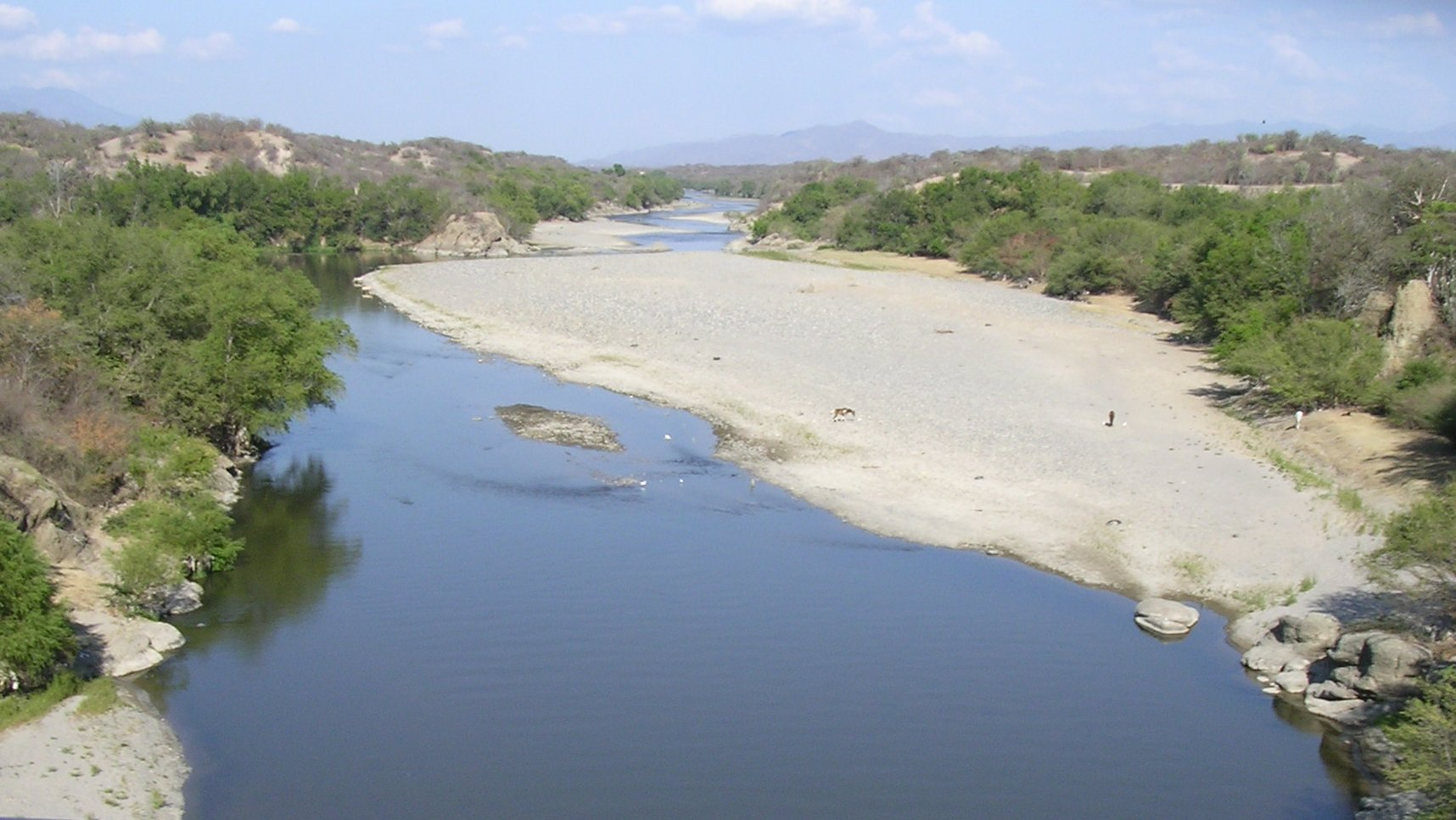
A Motagua folyó a száraz évszakban
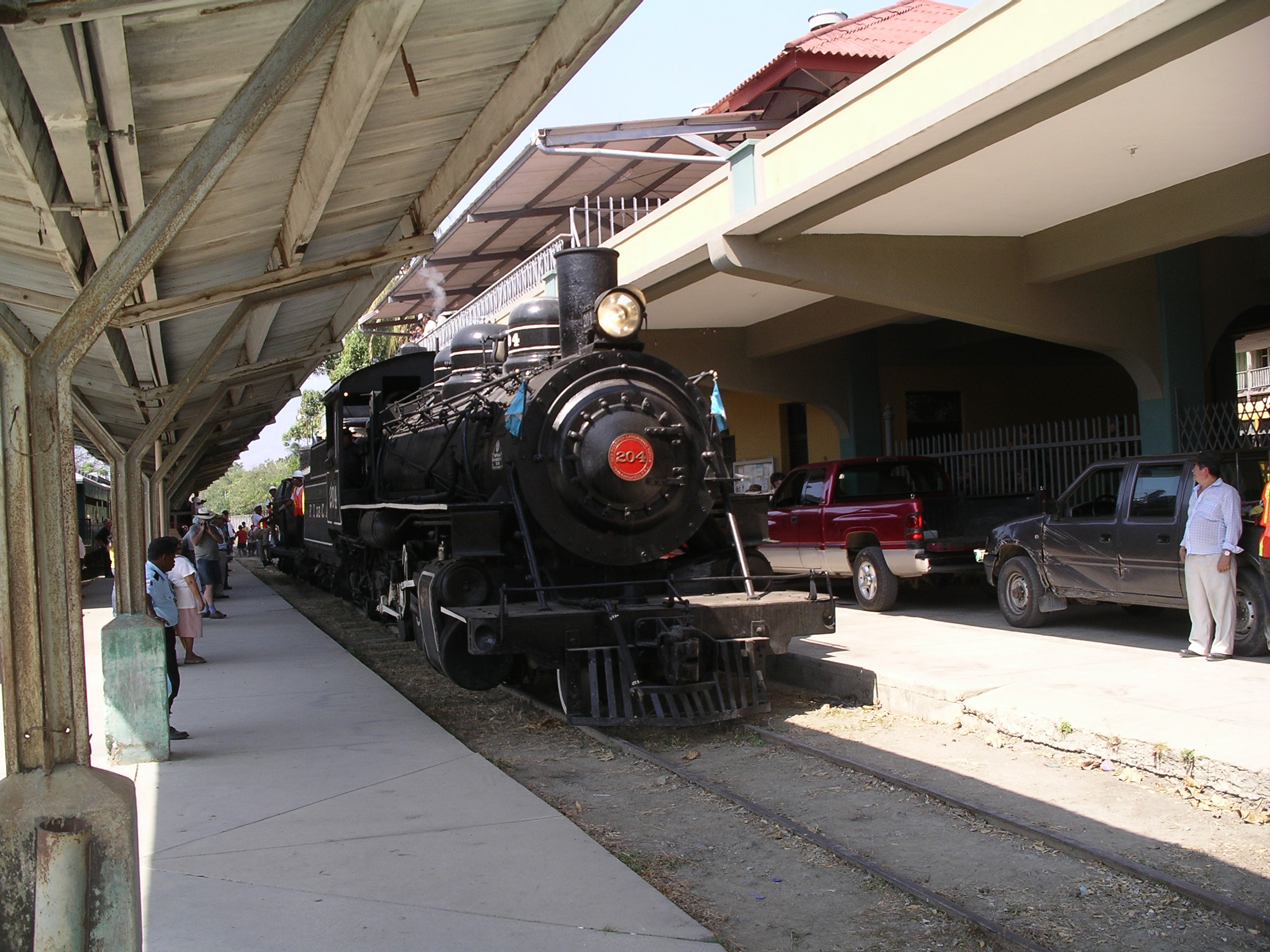
Régi mozdony a zacapai vasútállomáson
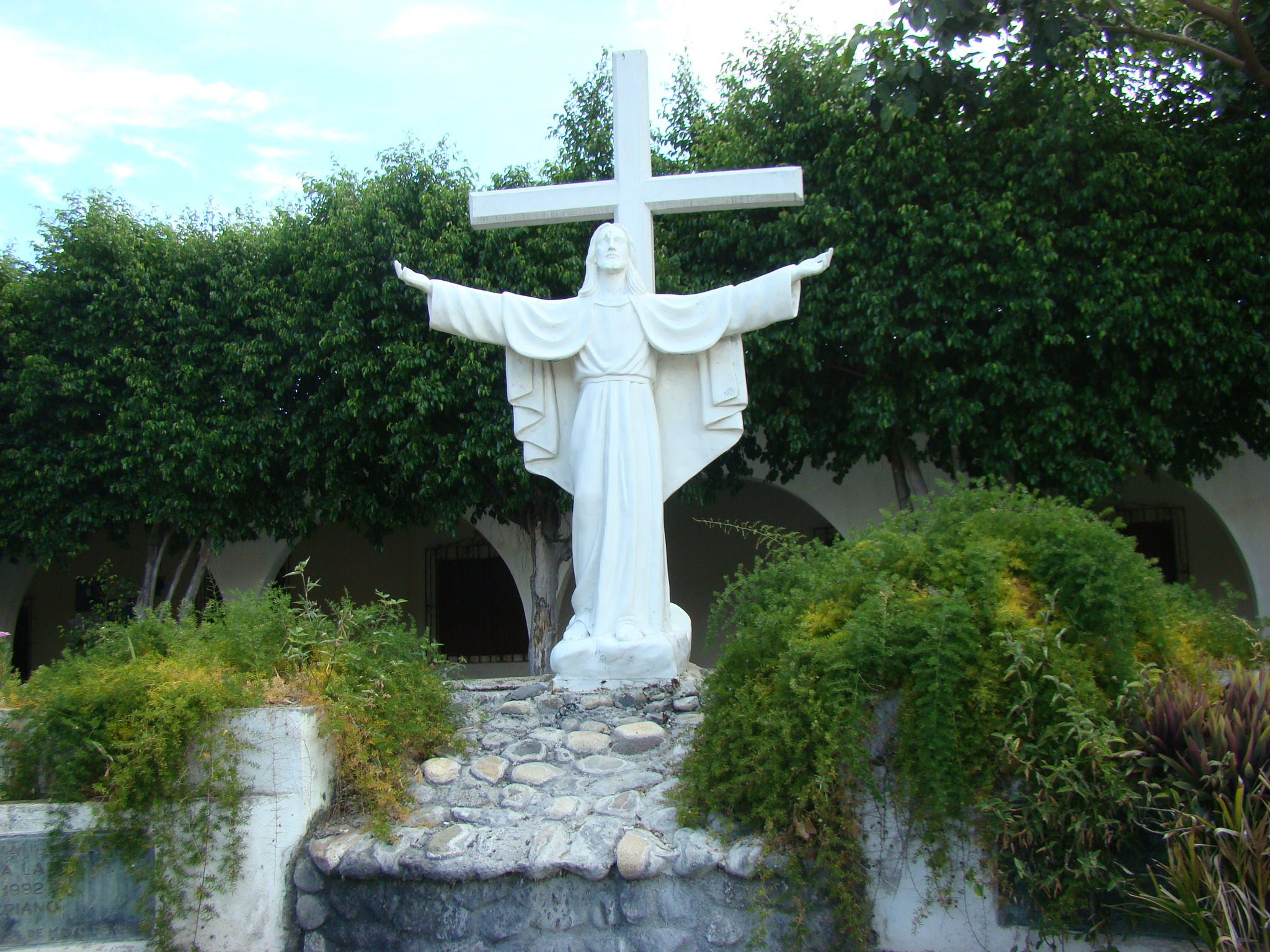
Krisztus-szobor az estanzuelai templomnál
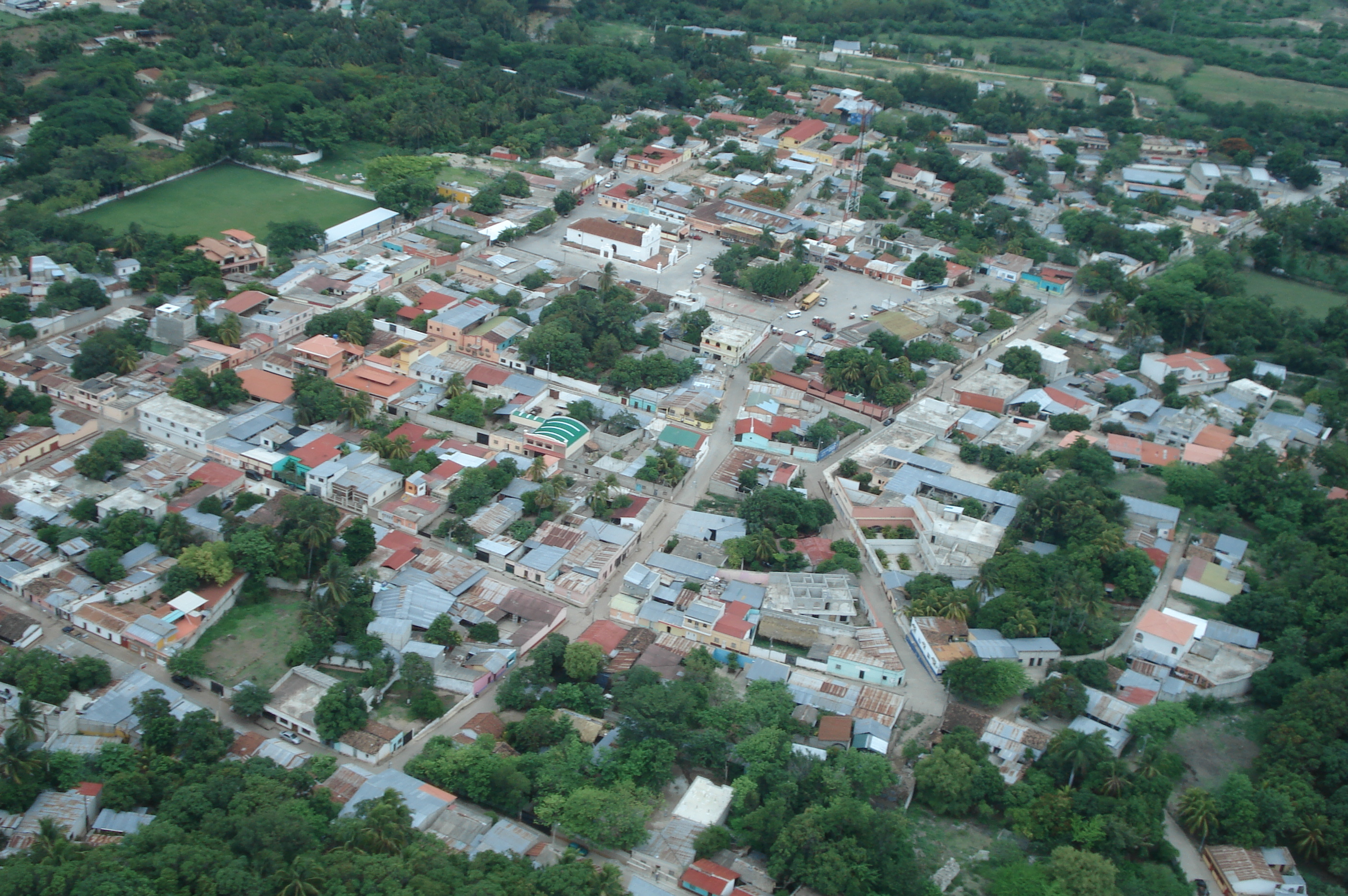
Río Hondo városa